# ФК «Спарта» (Прага) в сезоні 1917
Сезон ФК «Спарта» (Прага) 1917 — сезон чехословацького футбольного клубу «Спарта».

## Історія
Не простий рік для команди. Багато гравців клубу лишались на фронті. Ще в кінці минулого року колишній лідер атаки Ян Ванік, повернувшись із пораненням з війни, приєднався до «Славії». Інший лідер команди довоєнного часу Вацлав Пілат продовжував реабілітацію після важких поранень. На початку нового року у «Вікторію» перейшли Власта Буріан, Йозеф Шроубек, Вацлав Шпіндлер, Райцензан. На окремі матчі команда ледь могла зібрати 11 гравців. Першу половину року клуб провів дуже блідо. За відсутності колишніх зірок, справжнім лідером команди на полі і поза ним став Антонін Янда, що прийшов разом з братом Франтішеком наприкінці минулого року. Антонін був уже досвідченим гравцем, але лишався маловідомим у країні. В новому клубі він гідно замінив Ваніка і вже за рік-два став міжнародною футбольною зіркою.
Дещо налагодились справи команди в осінній частині року. Клуб зумів здобути перемогу в нашвидкуруч організованому чемпіонаті Чехії. Чеська футбольна федерація від'єдналась від Австрійської і організувала чемпіонат для провідних клубів. «Спарта» виграла всі вісім матчів турніру. Щоправда, головний конкурент, «Славія», мав суттєві дисциплінарні проблеми. Зокрема, очний матч суперників не відбувся, а «Спарта» отримала технічну перемогу.

## Чемпіонат Богемії
Проведенням змагань займався Австрійський союз. До вищого дивізіону включили 4 команди: «Славію», «Спарту», «ДФК Прага» і «Вікторію». З наступного сезону до цієї четвірки мали долучитися шість команд, переможців другого дивізіону. Але австрійські представники не врахували давньої ворожнечі між «Славією» і «ДФК Прага». Представники «Славії» з самого початку повідомили, що не гратимуть з ДФК. В першому турі «ДФК Прага» перемогла «Спарту» з рахунком 4:1. Матч «Славія» — «Вікторія» завершився нічиєю 3:3. Щоб потягнути час і спробувати залагодити конфлікт, Австрійський союз переніс матчі другого туру ДФК — «Славія» та «Спарта» — «Вікторія». В третьому турі «Славія» перемогла «Спарту» — 3:0. Переноси матчів не допомогли, адже «Славія» все одно відмовилась грати проти ДФК і отримала технічну поразку 0:3. На засіданні федерації «Славію» покарали, відібравши очка в матчах з «Вікторією» і «Спартою», і віддавши по два очка суперникам, хоча самі результати не були анульовані. Інші матчі турніру не відбулися. Клуб ДФК Прага з двома перемогами був оголошений чемпіоном.

### Матчі
| 22.04.1917 | Спарта (Прага) | 1:4 | ДФК Прага             | Прага |  |
|            | ?              |     | К.Кожелуг Феллер Лесс |       |  |

| 05.05.1917 | Славія (Прага)     | 5:0 | Спарта (Прага) | Прага                                 |  |
|            | Прошек Ванік Шубрт |     |                | Глядачі: 3500 Суддя: Франтішек Цейнар |  |

### Турнірна таблиця
|   | Команди           | І | В | Н | П | ГЗ | ГП | Р  | О |
| - | ----------------- | - | - | - | - | -- | -- | -- | - |
| 1 | ДФК Прага         | 2 | 2 | 0 | 0 | 7  | 1  | +6 | 4 |
| 2 | Вікторія (Жижков) | 1 | 0 | 1 | 0 | 3  | 3  | 0  | 2 |
| 3 | Спарта (Прага)    | 2 | 0 | 0 | 2 | 1  | 9  | -8 | 2 |
| 4 | Славія (Прага)    | 3 | 1 | 1 | 1 | 8  | 6  | +2 | 0 |

## Чемпіонат Чехії
Також був проведений чемпіонат Чехії за участі команд з Праги, Кладно і Пльзені. На початку осені Чеська федерація вийшла з-під впливу Австрійської федерації футболу і з цієї нагоди вирішила провести футбольне змагання. Через те, що тривала Перша світова війну, команди мали великі проблеми зі складами, багато футболістів воювали. Ряд матчів не відбулися, було багато технічних поразок.
Чотири футболісти «Славії» зіграли в товариському матчі за збірну Австрії і отримали дискваліфікації. «Славія» не погоджувалася з цим рішенням і не виключила гравців зі складу. За це команда отримала три технічних поразки з рахунком 0:3. Поєдинок між «Славією» і «Спартою» кілька разів переносився. Крайнім строком було 9 грудня, але гра не відбулася через відмову «Славії», яку не задовільнили ряд організаційних питань. «Спарті» зарахували перемогу з рахунком 3:0, хоча цей матч і так уже нічого не вирішував, адже команда була недосяжною в турнірній таблиці.
|   | Команди               | І | В | Н | П | ГЗ | ГП | О  |
| - | --------------------- | - | - | - | - | -- | -- | -- |
| 1 | Спарта (Прага)        | 8 | 8 | 0 | 0 | 34 | 6  | 16 |
| 2 | Кладно                | 7 | 5 | 0 | 2 | 21 | 15 | 10 |
| 3 | Славія (Прага)        | 8 | 4 | 0 | 4 | 21 | 16 | 8  |
| 4 | Вікторія (Жижков)     | 7 | 4 | 0 | 3 | 13 | 18 | 8  |
| 5 | Сміхов (Прага)        | 7 | 2 | 1 | 4 | 15 | 26 | 5  |
| 6 | Крочеглави (Кладно)   | 6 | 2 | 0 | 4 | 14 | 19 | 4  |
| 7 | Вікторія (Пльзень)    | 5 | 2 | 0 | 3 | 10 | 15 | 4  |
| 8 | Спарта (Кладно)       | 7 | 1 | 1 | 5 | 10 | 17 | 3  |
| 9 | Чеський Лев (Пльзень) | 5 | 1 | 0 | 4 | 7  | 13 | 2  |

| 30.09.1917 | Чеський Лев (Пльзень) | 0:2  | Спарта (Прага) |  |  |
|            |                       | звіт |                |  |  |

| 14.10.1917    | Спарта (Прага) | 3:2      | Спарта (Кладно) |  |  |
|               |                | протокол |                 |  |  |
| Пешек-Кадя... |                |          |                 |  |  |

| 21.10.1917 | Спарта (Прага)         | 2:1      | Вікторія (Жижков) |               |  |
|            | Тлетиха-Ада Пешек-Кадя | протокол | Копейтко-Прокоп   | Глядачі: 2500 |  |
|            |                        |          |                   |               |  |

| 28.10.1917 | Спарта (Прага)                    | 7:0      | Вікторія (Пльзень) |              |  |
|            | Коленатий Червений Паулін автогол | протокол |                    | Глядачі: 800 |  |
|            |                                   |          |                    |              |  |

| 4.11.1917 | Спарта (Прага) | 6:1      | Крочеглави (Кладно) |  |  |
|           |                | протокол |                     |  |  |
|           |                |          |                     |  |  |

| 18.11.1917                                     | Спарта (Прага)            | 5:1      | Кладно |              |  |
|                                                | Ференц Тламіха-Ада Крупка | протокол |        | Глядачі: 800 |  |
| Поспішил, Пернер, Крупка, Ференц, Тламіха-Ада… |                           |          |        |              |  |

## Товариські матчі
| ТМ 25.03.1917                                                                                  | Спарта (Прага) | 6:0      | ДФК Прага |  |  |
|                                                                                                |                | протокол |           |  |  |
| Спарта: Свачек, Гоєр, Ф.Янда, Качер, Фівебр, Шашек, Крупка, Виточіл, А.Янда, Ференец, Страубер |                |          |           |  |  |

| ТМ 2.04.1917 | Спарта (Прага) | 1:0      | Сміховська Чехія |  |  |
|              |                | протокол |                  |  |  |
|              |                |          |                  |  |  |

| ТМ 15.04.1917 | Спарта (Прага) | 2:2      | Вршовіце |  |  |
|               |                | протокол |          |  |  |
|               |                |          |          |  |  |

| ТМ 29.04.1917 | Спарта (Прага) | 3:3      | Олімпія (Прага) VII |  |  |
|               |                | протокол |                     |  |  |
|               |                |          |                     |  |  |

| ТМ 6.05.1917 | Спарта (Прага) | 5:1      | Розделов |  |  |
|              |                | протокол |          |  |  |
|              |                |          |          |  |  |

| ТМ 13.05.1917 | Спарта (Прага) | 3:2      | Вікторія (Пльзень) |  |  |
|               |                | протокол |                    |  |  |
|               |                |          |                    |  |  |

| ТМ 28.05.1917                                                                            | Вінер АФ                                         | 6:2      | Спарта (Прага)               | Відень                                  |  |
|                                                                                          | Штюрмер 29' Л.Нойбауер 31' ?' Рібе ?' Гайнцль ?' | протокол | А.Янда 61' (пен.) Славий 77' | Стадіон: ВАФ-Плац Суддя: Рудольф Лінніх |  |
| Спарта: Свачек, Созек, Ф.Янда, Пернер, Вечера, ?, Крупка, Славий, А.Янда, Медуна, Конеда |                                                  |          |                              |                                         |  |

| ТМ 28.05.1917 | МТК (Будапешт)        | 5:1      | Спарта (Прага) | Будапешт |  |
|               | Шлоссер Шаффер Кертес | протокол | А.Янда         |          |  |
|               |                       |          |                |          |  |

| ТМ 3.06.1917 | Вікторія (Жижков) | 6:0  | Спарта (Прага) | Прага |  |
|              |                   | звіт |                |       |  |
|              |                   |      |                |       |  |

| ТМ 19.08.1917                      | Спарта (Прага) | 4:0  | Метеор-VIII |  |  |
|                                    | Коленатий Янда | звіт |             |  |  |
| Поспішил, Коленатий, Крупка, Янда… |                |      |             |  |  |

| ТМ 2.09.1917 | Спарта (Прага) | 3:1  | Новоместський (Кладно) |  |  |
|              |                | звіт |                        |  |  |
|              |                |      |                        |  |  |

| ТМ 09.09.1917 | Спарта (Прага)          | 3:0      | Флорідсдорфер | Прага                   |  |
|               | Карл 12' 14' Крупка 83' | протокол |               | Суддя: Франтішек Цейнар |  |

| ТМ 22.09.1917 | Спарта (Прага) | 5:1      | Спарта (Кладно) |  |  |
|               |                | протокол |                 |  |  |

| ТМ 07.10.1917 | Спарта (Прага)            | 5:0      | Вршовіце | Прага |  |
|               | ? Поспішил Янда Коленатий | протокол |          |       |  |
|               |                           |          |          |       |  |

| 25.11.1917                                          | Спарта (Прага)       | 2:1      | Вікторія (Жижков) |              |  |
|                                                     | Червений Тламіха-Ада | протокол | Гавлік            | Глядачі: 800 |  |
| Янда, Червений, Тламіха-Ада… Гавлік, Бобби, Прокоп… |                      |          |                   |              |  |

| 8.12.1917 | Спарта (Прага)         | 4:1      | Студентський СК |  |  |
|           | Ференц Паулін Плачек ? | протокол |                 |  |  |
|           |                        |          |                 |  |  |

| 9.12.1917 | Спарта (Прага) | 1:2      | Сміхов |  |  |
|           |                | протокол |        |  |  |
|           |                |          |        |  |  |

### Турніри
Великодній турнір у Празі
- 08.04.1917 14:30, ДФК Прага — Крочеглави — 6:1
- 08.04.1917 16:30, Спарта — Рудольфшюгель (Відень, Австрія) — 5:4
- 09.04.1917 14:30, Спарта — Крочеглави — 4:2
- 09.04.1917 16:30, ДФК Прага — Рудольфшюгель — 3:1
- Підсумок: 1. ДФК Прага (4 очка), 2. Спарта (4 очка), 3. Рудольфшюгель (0 очок), 4. Крочеглави (0 очок)

| ТМ 08.04.1917 | Спарта (Прага)                   | 5:4      | Рудольфшюгель                | Прага                            |  |
|               | Крупка 12' А.Янда 43' 68' 86' ?' | протокол | Моравец 50' 75' Некас ?' 60' | Стадіон: ВФК-Плац Суддя: Мейснер |  |

## Матчі за збірну
Футболісти «Спарти» виступали в складі збірної Богемії і збірної Праги.

### Збірна Богемії
| 1.04.1917 |

| Нижня Австрія                        | 2:2 (2:1) | Богемія                       |
| ------------------------------------ | --------- | ----------------------------- |
| Александер Попович 5' Франц Амон 26' | Звіт      | Вацлав Прошек 31' Ян Ванік ?' |

| ВАФ-Плац, Прага Арбітр: Акош Фегері (Угорщина) |

Нижня Австрія: Август Краупар («Флорідсдорфер»), Александер Попович («Вінер Аматор»), Вінценц Діттріх («Рапід»), Рудольф Рупець («Рапід»), Фрідріх Вайсс («Флорідсдорфер»), Густав Дойч ((«Флорідсдорфер»), Франц Амон («Флорідсдорфер»), Йоганн Краус («Флорідсдорфер»), Отто Некас («Рудольфгюгер»), Едуард Бауер («Рапід»), Густав Візер («Рапід»); тренер: Гайнріх Речурі
Богемія: Рудольф Клапка («Вікторія»), Антонін Янда («Спарта»), Антонін Раценбергер («Славія»), Р.Вальдгегер («Славія»), Франтішек Фіхта («Славія»), Зоубек («Вікторія»), Крупка («Олімпія»), Йозеф Седлачек («Вікторія»), Ян Ванік («Славія»), Вацлав Прошек («Славія»), Ярослав Копейтко («Вікторія»)
| 16.09.1917 |

| Богемія                              | 3:1 (1:0) | Нижня Австрія         |
| ------------------------------------ | --------- | --------------------- |
| Ян Ванік 32', 76' Йозеф Седлачек 78' | Звіт      | Леопольд Нойбауер 55' |

| Летна, Прага Арбітр: Акош Фегері (Угорщина) |

Богемія: Турек («Славія»), Влк («Вікторія»), Антонін Янда («Спарта»), Кучера («Спарта»), Франтішек Фіхта («Славія»), Йозеф Шроубек («Вікторія»), Вацлав Прошек («Славія»), Ян Ванік («Славія»), Новий («Славія»), Йозеф Седлачек («Славія»), Крупка («Спарта»)
Нижня Австрія: Август Краупар («Флорідсдорфер»), Александер Попович («Вінер Аматор»), Віллібальд Штейскаль («Рапід»), Рудольф Рупець («Рапід»), Франц Седлачек («Вінер АФ»), Фердінанд Лукеш («Зіммерінгер»), Лоренц Гаген («Флорідсдорфер»), Лоренц Нойбауер («Вінер АФ»), Едуард Бауер («Рапід»), Франц Амон («Флорідсдорфер»); тренер: Гайнріх Речурі

### Збірна Праги
11.11. Прага — Моравія — 14:1 (Тламіха-2, Ярослав Копейтко-7, Шроубек-2, Коленатий, Крупка, автогол Моравії — Кржиж)
- ?, Янда, Влк, Градецький, Кучера, Коленатий, Дрмла, Крупка, Копейтко-Прокоп, Шроубек, Тламіха

2.12. Прага — Кладно — 4:1 (Седлачек-3, Прокоп)
- Склад, оголошений за кілька днів до матчу: Свачек — Янда, Поспішил (всі — «Спарта») — Плодр («Вікторія»), Фіхта («Славія»), Шроубек («Вікторія») — Червений («Спарта»), Седлачек («Славія»), Прокоп («Вікторія»), Ванік, Прошек (обидва — «Славія»). Резерв: Гоєр («Спарта»), Гаєк, Лоос (обидва — «Славія»)[8].

22.12. Східна Чехія — Прага — 5:2
- Склад, оголошений за кілька днів до матчу: Главачек («Славія») — Гейда («Вікторія»), Вальдгегер («Славія») — Кучера («Спарта»), Градецький («Вікторія»), Пернер («Спарта») — Берзетті («Сміхов»), Коленатий («Спарта»), Філіповський («Сміхов»), Тламіха («Спарта»), Бек («Вікторія»). Резерв: Гавлік («Вікторія»)[8]. Відомо, що Главачек і Вальдгегер не змогли зіграти[7].